# لويس فريدريك ويكهام
لويس فريدريك ويكهام (بالفرنسية: Louis Wickham)‏ (1861-1913) هوَ طبيب وعالم أمراض فرنسي يُعرف بوصفه لخطوط ويكهام. دَرس لويس الطب في باريس وحصل على الدكتوراة في الطب عام 1890. دَرس طب الجلد في مستشفى سانت لويس في باريس وبعدها أصبح طبيباً في مستشفى مستشفى سانت لازاري عام 1897، وبعد عام 1905 عمل على الأبحاث حول الراديوم.
وُلد لويس في 28 فبراير 1861 في باريس، وتوفيَ في 14 أكتوبر 1913 في لو ميسنيل لو روا.

## روابط خارجية
- أعمال أو نبذة عن لويس فريدريك ويكهام على أرشيف الإنترنت